# Израилович, Абрам Ильич
Абрам Ильич (Авраам-Исаак Элемович) Израилович (13 ноября 1883, Москва — 26 ноября 1937, Москва) — революционер, позднее советский государственный и хозяйственный деятель, начальник Главгаза Народного комиссариата тяжёлой промышленности СССР, ответственный секретарь Крымского областного комитета РКП(б).

## Биография
Родился в Москве в еврейской семье московского купца 1-й гильдии. Окончил Московскую 7-ю гимназию, в 1903 году поступил в Императорский Московский университет на естественно-математическое отделение, в 1905 году перевелся на медицинский факультет. Член РСДРП (меньшевиков) с 1903 по 1918 год. В 1907 году был временно отчислен из университета за хранение нелегальной литературы и заключен на полгода в тюрьму. В 1910 году окончил университет в звании лекаря, в 1912 году получил диплом врача.
В 1911—1914 годах служил земским врачом в Костромской губернии. 
В 1914—1917 годах, во время Первой мировой войны военный врач в 322-м Солигаличском пехотном полку. 
В 1917—1919 годы — в Казани: председатель Чрезвычайной революционной следственной комиссии при Исполнительном комитете Казанского губернского Совета, заведующий Казанским губернским здравотделом. Член РКП(б) с 1918 года. 
В октябре 1918 — марте 1919 года заместитель председателя губернского исполнительного комитета Совета рабочих и крестьянских депутатов, заведующий партшколой. 
В марте — июле 1919 года — председатель Казанского губернского революционного комитета.
В ноябре 1919—1921 — в Екатеринбурге: председатель уездного комитета РКП(б), председатель уездно-городского исполкома, заместитель председателя губернского исполкома, заведующий отделом народного образования. 
С октября 1920 года — уполномоченный по хлебозаготовкам в Екатеринбургской губернии, председатель Екатеринбургской губернского продовольственного совещания. 
6 ноября 1921 — 24 октября 1922 — ответственный секретарь Крымского областного комитета РКП(б).
Затем работал заместителем заведующего организационно-инструкторского отдела ЦК РКП(б); заведующим организационно-распределительного отдела Саратовского губернского комитета ВКП(б), заместителем ответственного секретаря Саратовского губернского комитета ВКП(б).
В 1928—1929 годах — ответственный секретарь Саратовского окружного комитета ВКП(б) Нижне-Волжской области. 
В 1929 году — начальник Горно-топливной группы Народного комиссариата рабоче-крестьянской инспекции СССР. Затем работал начальником управления Народного комиссариата финансов РСФСР. 
В 1930—1933 годах — заместитель начальника Главного топливного управления Высшего совета народного хозяйства (ВСНХ) СССР — Народного комиссариата тяжелой промышленности СССР. Одновременно, в 1930—1932 годах — член Президиума ВСНХ СССР. 
До мая 1937 года — начальник Главного управления газовой промышленности Народного комиссариата тяжелой промышленности СССР — член коллегии Народного комиссариата тяжелой промышленности СССР.
8 мая 1937 года арестован органами НКВД по обвинению в «проведении троцкистской работы на Урале и создании троцкистской террористической вредительской группы в газовой промышленности». 10 мая 1937 года освобожден от работы согласно приказу Наркомтяжпрома СССР. 25 ноября 1937 года приговорен к расстрелу, расстрелян и похоронен на Донском кладбище Москвы. Посмертно реабилитирован 8 февраля 1956 года Военной коллегии ВС СССР.